# فهرست میراث جهانی در نروژ
میراث جهانی در نروژ شامل ۸ اثر (۷ اثر فرهنگی و یک اثر طبیعی) از مکان‌های تاریخی فرهنگی و طبیعی در نروژ می‌باشد. سایتهای میراث جهانی سازمان آموزشی، علمی و فرهنگی ملل متحد، یونسکو مکان‌هایی هستند که دارای اهمیت فرهنگی یا طبیعی هستند، همان‌طور که در پیمان‌نامه میراث جهانی یونسکو، که در سال ۱۹۷۲ تأسیس شده، شرح داده شده‌است. پادشاهی نروژ این پیمان‌نامه را در تاریخ ۱۲ مه ۱۹۷۷ پذیرفت و مکان‌های تاریخی سرزمین نروژ را برای ورود به این فهرست واجد شرایط دانست. تا سال ۲۰۱۷، هشت سایت میراث جهانی در نروژ وجود دارد که شامل هفت مکان فرهنگی و یک سایت طبیعی است. همچنین هلال ژئودزی اشترووه یک سایت فراملی در نروژ است، که با ۹ کشور دیگر به اشتراک گذاشته شده‌است.
در دومین جلسه کمیته میراث جهانی که در سال ۱۹۷۹ در قاهره و لوکسور، مصر برگزار شد، کلیسای چوبی اورنس و بریگن، نخستین مکان‌هایی بودند که در این فهرست قرار گرفتند. آخرین میراث ثبت شده نیز میراث صنعتی رویکان نوتودن بود که در سال ۲۰۱۵ به این فهرست اضافه شد.
نروژ علاوه بر مکانهای میراث جهانی، دارای پنج مکان پیشنهادی آزمایشی نیز است که سه مورد از آنها نامزدهای فراملی هستند.

## میراث جهانی
یونسکو سایت‌ها را با ده معیار فهرست می‌کند. هر ورودی باید حداقل یکی از معیارها را داشته باشد.
| # | نگاره | نام                                             | موقعیت (استان‌های نروژ)            | سال ثبت | شماره ثبت | معیارها       | شرح | منبع   |
| ۱ |       | کلیسای چوبی اورنس*                              | سون او فیوردانه                   | ۱۹۷۹    | ۵۸        | (i)(ii)(iii)  | کلیسا در روستای اورنس، سون او فیوردانه، نروژ است. این بنا در سده دوازدهم و سیزدهم ساخته شده‌است و عناصری از سنت وایکینگ‌ها را از کلیسای پیش از سده یازدهم در برمی گیرد و مصالح آن تماماً از چوب و الوار می‌باشد. این کلیسا ترکیبی از هنر سلتیک ، سنت‌های وایکینگ‌ها و معماری رمانسک است و از این رو فرهنگ نوردیک قبل از مسیحیان و مسیحیت قرون وسطایی را پیوند می‌زند | [ ۷ ]  |
| ۲ |       | بریگن*                                          | هوردالاند                         | ۱۹۷۹    | ۵۹        | (iii)         | بندر تاریخی بریگن شهری در سواحل نروژ غربی مجموعه ای از ساختمان‌های تجاری میراث هانزا است که در ضلع شرقی بندر ووگن در شهر بریگن، نروژ قرار دارد. شهر برگن حدود سال ۱۰۷۰ میلادی در بین مرزهای تیسکیبریگن ساخته شد و تیسکبریگن به مرکز فعالیت‌های تجاری بازرگانان در نروژ تبدیل شد. امروزه، بریگن موزه‌ها، فروشگاه‌ها، رستوران‌ها و بارها را در خود جای داده‌است. | [ ۸ ]  |
| ۳ |       | روروس*                                          | سور تروندلاگ                      | ۱۹۸۰    | ۵۵        | (iii)(iv)     | شهر معدنی روروس که برگ‌شتادن نیز نامیده می‌شود، در طول تاریخ به‌دلیل وجود معادن مس در آن، شناخته‌شده بود. این شهر به‌همراه شهر کونگسبر، تنها دو شهری در نروژ هستند که تاریخاً به‌عنوان «شهرهای معدنی» تعیین شده‌اند. امروزه نیز ساکنان روروس همچنان در همان ساختمان‌ها و محل‌های سده‌های ۱۷ و ۱۸ میلادی زندگی و کار می‌کنند. روروس حدود ۸۰ خانهٔ چوبی دارد که اکثر آن‌ها دارای حیاط هستند و بسیاری از حصارهای حیاط‌ها از دوران قرون وسطی باقی مانده‌اند. این شهر در جنگ اسکونه توسط سوئدهای تخریب شد که دوباره بازسازی شد. | [ ۹ ]  |
| ۴ |       | حجاری‌های سنگی آلتا*                             | فینمارک                           | ۱۹۸۵    | ۳۵۲       | (iii)         | از زمان کشف اولین سنگ‌نگاره‌ها در سال ۱۹۷۳، بیش از ۶۰۰۰ حکاکی با قدمت حدود ۴۲۰۰ پیش از میلاد تا ۵۰۰ قبل از میلاد در چندین مکان در اطراف آلتا یافت شده‌است. بزرگترین محلی که کشف شده‌است در جیپمالوکاتا در حدود ۵ کیلومتری آلتا وجود دارد و حاوی هزاران اثر حک شده مجزا است و به موزه‌ای در فضای باز تبدیل شده‌است. این سنگِنگاره‌ها شکار، ماهیگیری، مسافرت با قایق و همچنین نمادها و آئین‌ها را نشان می‌دهد. | [ ۱۰ ] |
| ۵ |       | وگویان*                                         | نوردلاند                          | ۲۰۰۴    | ۱۱۴۳      | (v)           | ساکنان این جزیزه‌ها ماهیگیر، کشاورز و پرورش دهنده اردک خالّدار بودند. مردم برای اردک‌هایی که هر بهار به اینجا می‌آمدند پناهگاه و لانه ساختند و در طول فصل پرورش از آنها محافظت می‌شد. این سنت هنوز در دوران مدرن حفظ شده‌است. منظر فرهنگی شامل دهکده‌های ماهیگیری، اسکله‌ها، انبارها، مناظر کشاورزی، فانوس دریایی و چراغ‌ها است | [ ۱۱ ] |
| ۶ |       | هلال ژئودزی اشترووه*                            | فینمارک                           | ۲۰۰۵    | ۱۱۸۷      | (ii)(iii)(vi) | نام زنجیره‌ای از مثلث‌بندی‌های مساحانه‌ای است که از هامرفست در نروژ تا دریای سیاه کشیده شده‌است. این هلال از ده کشور از جمله سوئد، فنلاند، روسیه، استونی، لتونی، لیتوانی، بلاروس، مولداوی و اوکراین می‌گذرد و بالغ بر ۲۸۲۰ کیلومتر را در بر می‌گیرد و نخستین نصف‌النهار با دقت اندازه‌گیری‌شده‌است. بانی این هلال فریدریش گئورگ ویلهلم فون اشترووه دانشمند آلمانی-روس است که میان سال‌های ۱۸۱۶ تا ۱۸۵۵ میلادی به انجام رسید. این هلال در زمان طراحی از دو کشور اتحادیه سوئد-نروژ و امپراتوری روسیه می‌گذشت.             | [ ۱۲ ] |
| ۷ |       | آبدره‌های نروژی غرب† (آبدره گیرانگر و نوریریورد) | موره او رومسدال و سون او فیوردانه | ۲۰۰۵    | ۱۱۹۵      | (vii)(viii)   | آبدره‌های نروژی غرب نام مشترک دو آبدره، آبدره گیرانگر و نوریریورد در نروژ است. این دو منطقه، گرچه نسبتاً دور، دارای آب و هوایی بسیار مشابه هستند، که یک انتقال بین آب و هوای اقیانوسی و قاره است. آبدره گیرانگر در ناحیه مور جنوبی در استان موره اوگ رومسدال و نوریریورد در سون او فیوردانه واقع شده‌است. | [ ۱۳ ] |
| ۸ |       | میراث صنعتی رویکان نوتودن*                      | تلمارک                            | ۲۰۱۵    | ۱۴۸۶      | (ii)(iv)      | این میراث در در شهرستان وستفولد و تله‌مارک، نروژ است که برای محافظت از چشم‌انداز صنعتی اطراف دریاچه هدالسفاتنت و دره وستفجوردالن ایجاد شده‌است که شامل شرکت نورسک هیدرو برای تولید کلسیم نیترات و کودهای حاوی نیتروژن با استفاده از فرایند بیرکلند-اید در مرکز پوشش گیاهی می‌باشد. این مجموعه همچنین شامل نیروگاه‌های برق آبی، راه‌آهن، خطوط انتقال، کارخانه‌ها و اسکان کارگران و مؤسسات اجتماعی در شهرهای نوتودن و ریوکان است.                                                                                   | [ ۱۴ ] |

## فهرست آزمایشی
علاوه بر سایت‌های موجود در فهرست میراث جهانی، کشورهای عضو می‌توانند فهرستی از سایت‌های آزمایشی را که ممکن است برای نامزدی در نظر بگیرند، در این فهرست قرار دهند. نامزدها در فهرست میراث جهانی تنها در صورتی پذیرفته می‌شوند که سایت قبلاً در فهرست آزمایشی قرار داشته باشد. از سال ۲۰۱۹، نروژ پنج سایت در فهرست آزمایشی خود قرار داد.
| # | نگاره | نام                                                                     | موقعیت (استان‌های نروژ) | سال ثبت | معیارها                   | شرح |
| - | ----- | ----------------------------------------------------------------------- | ---------------------- | ------- | ------------------------- | --- |
| ۱ |       | منطقه تیسفیورد، آبدره هلموبوتن و راگو                                   | نوردلاند               | ۲۰۰۲    | (iii)(v)(vii)(viii)(ix)   | لاپونیا توسط قوم سامی که شیوه زندگی سنتی را بر اساس نگهداریگوزن شمالی حفظ می‌کنند، ثبت شده‌است. در تیسفیورد نیز همچنین جامعه بزرگ از لولی سامی‌ها زندگی می‌کنند. راگو نیز یک منطقه کوهستانی وحشی است. |
| ۲ |       | جزایر لوفوتن                                                            | نوردلاند               | ۲۰۰۲    | (iii)(viii)(ix)(x)        | لوفوتن گروهی از جزایر در نروژ است که از قطب شمال ۲۵۰ کیلومتر فاصله دارد و عمدتاً از سنگ‌های پرکامبرین تشکیل شده‌اند. ماهی‌گیری از زمان‌های قبل از وایکینگ‌ها از منابع مهم درآمد این منطقه بوده‌است. این منطقه همچنین زیستگاه مهمی برای حیوانات است.                                                                                                |
| ۳ |       | جزایر سوالبار                                                           | سوالبار                | ۲۰۰۷    | (v)(vi)(vii)(viii)(ix)(x) | حدود ۶۰٪ از این جزایر از برف و یخ پوشانده شده‌است. این جزایر قرن‌ها به عنوان ایستگاه‌های شکار نهنگ و توسط معدنچیان مورد استفاده قرار گرفته‌است و اکنون محل اسکان شهرک‌های ائمی نروژی و روسی است و زیستگاه مهمی برای حیوانات قطب شمال مانند روباه قطبی، گوزن شمالی، شیر ماهی، نهنگ و همچنین آزادماهی قطبی که در دریاچه‌ها و رودخانه‌ها زندگی می‌کند. |
| ۴ |       | جزایر یان ماین و بووه به عنوان بخش‌هایی از سیستم پشته میانی اقیانوس اطلس | جان مین و بوست         | ۲۰۰۷    | (viii)(ix)(x)             | این بخش شامل جزایر آتشفشانی یان ماین و بووه می‌شود. یان ماین زیستگاه و مکان پرورش انواع فک چنگی مانند فک سرپوش‌دار است. جزیره در ۲۴۰۰ کیلومتری دماغه امید نیک قرار دارد و میزبان جمعیتی از پنگوئن ماکارونی، پنگوئن ریش‌خطی و پنگوئن آدلی و همچنین فک خزپوش جنوبگان است.                                                                        |
| ۵ |       | بناها و یادمان‌های وایکینگ‌ها در وستفولد و هیلشتاد                        | وستفولد                | ۲۰۱۱    | (iii)                     | برای این عنوان ۹ میراث در ۶ کشور فهرست شده‌است که مربوط به میراث فرهنگ وایکینگ‌ها بین سده هشتم و دوازدهم است و دو سایت آن در نروژ قرار دارد. سایت وستفولد شامل کارگاه‌های کشتی‌سازی و هیلشتاد معادن سنگ و محل تولیدات سنگی از جمله دستاس است که در ابتدا برای استفاده افراد محلی و بعداً برای صادرات گسترش یافت.                                 |